# Pablo Cruise
Pablo Cruise is een in 1973 opgerichte Amerikaanse poprockband uit San Francisco.

## Bezetting
Huidige bezetting
- David Jenkins (1973–1986, 1996–heden, gitaar, zang)
- Cory Lerios  (1973–1986, 2004–heden, keyboards, synthesizers, zang)
- Larry Antonino (2010–heden, basgitaar, zang)
- Steve Price (1973–1981, 2004–heden, drums, percussie)
- Robbie Wyckoff (2017-heden, percussie, zang)

Vroegere bezetting
- Bud Cockrell († 2010) (1973–1977, 1985–1986, 1996–2004, basgitaar, zang)
- Bruce Day († 1999) (1977–1980, basgitaar, zang)
- John Pierce (1980–1984, basgitaar, zang)
- Angelo Rossi (1980–1983, gitaar, zang)
- David Perper (1982–1984, drums, percussie)
- Stef Birnbaum (alias Stef Burns) (1983–1984, gitaar, zang)
- Jorge Bermudez (1983–1984, percussie, zang)
- Kincaid Miller (1996–2004, keyboards)

(vervolg)
- Kevin Wells (1996–2002, 2002–2004, drums, percussie, achtergrondzang)
- James Henry (soms 1999–2008, percussie)
- Billy Johnson (2002, drums, percussie)
- Ken Emerson (2002, gitaar, zang)
- Renita (2002, backup zang)
- Caroline (2002, backup zang)
- George Gabriel (2004–2009, basgitaar, zang)

## Geschiedenis
De band werd opgericht door Cory Lerois, David Jenkins, Steve Price (ex-Stoneground) en Bud Cockrell (ex-It's a Beautiful Day). Lerois formeerde de band terwijl hij studeerde bij de Palo Alto High School. Zijn klasgenoot Steve Price meldde zich als roadie, omdat hij een busje had. Daarna voegde deze zich bij de band als drummer, toen de drummer de band verliet. 

## Jaren 70
De band bracht hun eerste album Pablo Cruise uit in augustus 1975 met bescheiden succes en hun tweede album Lifeline in april 1976. Hun tweede album bereikte nauwelijks meer succes dan het eerste, maar haalde desondanks de 139e plaats in de Verenigde Staten. Het instrumentale Zero to Sixty in Five uit Lifeline werd gebruikt als themamuziek voor verschillende tv-sportshows. Dat succes moedigde de band aan om het te proberen bij film en televisie.
Het album A Place in the Sun was het keerpunt voor de band, toen ze uiteindelijk het mainstream-muziekcircuit binnen stapten met de hitsingles Whatcha Gonna Do? (#6) en het titelnummer A Place in the Sun (#42). Het album haalde de 19e plaats in de Billboard Hot 100
Midden 1977 verliet Bud Cockrell de band om een duo te vormen met zijn vrouw Pattie Santos, een van de oprichters van It's a Beautiful Day. Hij werd vervangen door Bruce Day, die had gespeeld in een band met Carlos Santana voor zijn Santana-dagen.
Day's eerste album Worlds Away (1978) met de band werd door de RIAA bekroond met platina. Het album bevatte de hits Love Will Find a Way en Don't Want to Live Without It. Het bevatte ook de cover van I Go to Rio van de Australische zanger/songwriter Peter Allen. Het opvolgende album Part of the Game (1979) bevatte de hit I Want You Tonight. Ook in dat jaar werkte Pablo Cruise mee aan de song Reach For The Top voor de film Dreamer en het daaropvolgende jaar maakten ze What Have You Got to Lose voor de film Inside Moves.

## Jaren 1980
Day's deelname was van korte duur en nadat hij de band in 1980 had verlaten, werd hij vervangen door John Pierce, die naast de pas toegevoegde Angelo Rossi, debuteerde op het album Reflector (1981), dat de laatste top 40-hit Cool Love bevatte.
Medio 1981 verliet Price spoedig de band en werd aanvankelijk opgevolgd door Donny Baldwin, die had gespeeld met Elvin Bishop en zou vertrekken  naar Jefferson Starship in de zomer van 1982. David Perper was de volgende om de drums te bespelen en Angelo Rossi werd vervangen door Steph Birnbaum na slechts een album.
In 1983 bracht de band het album Out of Our Hands uit, dat een soundwijziging meer richting jaren 1980 benadrukte met meer synthesizers en minder piano, dat tot dan kenmerkend was voor de sound van de band en Price bespeelde de drums bij twee songs. De band toerde dat jaar weer met een ander nieuw lid Jorge Bernudez. Voornamelijk schuldig aan de stijgende populariteit van new wave had het album te kampen met de verkopen. Eind 1984 verlieten Pierce, Birnbaum en Bermudez de band.
In 1985 kwamen de oprichters Jenkins, Lerios, Price en Cockrell weer samen, in de hoop op een nieuwe platendeal. Het zou niet zo zijn en hoe het ook zij, de band werd in 1986 ontbonden.
Jenkins vervoegde zich bij de countryrockers Southern Pacific in 1987, naast Keith Knudsen en John McFee (oprichters The Doobie Brothers) en Stu Cook (ex-Creedence Clearwater Revival).

## Jaren 1990
Nadat hij Southern Pacific in 1989 had verlaten, verkaste Jenkins naar Hawaï, waar hij werd voorgesteld aan de Hawaiiaanse artiest Kapone Beamer en begonnen ze samen muziek te schrijven. Dit leidde uiteindelijk tot het album Cruisin' On Hawaiian Time (2006), een collectie songs opgedragen aan de Hawaiiaanse eilanden.
Ondertussen werkte Cory Lerios voor film en televisie en leverde de muziek voor het populaire Baywatch en vele anderen.
Omstreeks 1996 kwamen Jenkins en Cockrell weer samen als Pablo Cruise, maar Lerios was op dat moment niet in staat om te reageren door zijn drukke sessieschema en Price was ook niet beschikbaar. Aldus werden Kincaid Miller en Kevin Wells in hun plaats aangetrokken, terwijl James Henry als sporadische gastspeler optrad met de band tussen 1999 en 2008. Ook werden Ken Emerson en de twee extra achtergrondzangeressen Caroline en Renita (kort in 2002) aangetrokken als toegevoegde podium-trekpleister. Billy Johnson (ex-Santana) viel in voor Wells in 2002.

## De jaren 2000
In juni 2004 kwamen de vier oprichters weer samen voor het huwelijk van Steve Price. Dit leidde ertoe, dat drie van de vier (Jenkins, Lerios, Price) besloten tot een blijvende hereniging. Cockrell werd deze keer niet betrokken en George Gabriel werd erbij gehaald. Gedurende zijn tijdelijke afwezigheid bij Pablo Cruise, werd Price een leidend figuur in het leveren van e-learning en richtte hij ook zijn eigen fotobedrijf op voor luchtopnamen. Gabriel verliet Pablo Cruise in november 2009 en werd vervangen door veteraan Larry Antonino, die in 2010 had gewerkt met Air Supply, Jeff Beck, Ronnie Laws en vele anderen.

## Overlijden
Bassist Bruce Day overleed op 30 juni 1999 in Windsor door onbekende oorzaak op 48-jarige leeftijd. Bassist Bud Cockrell overleed op 6 maart 2010 op 59-jarige leeftijd aan de gevolgen van diabetes.

## Discografie

### Singles
- 1975:	Island Woman
- 1975: What Does It Take
- 1976:	I Think It's Finally Over
- 1976: Crystal
- 1977:	Whatcha Gonna Do?
- 1977: A Place in the Sun
- 1978:	Never Had a Love
- 1978: Love Will Find a Way
- 1978: Don't Want to Live Without It
- 1979:	I Go to Rio
- 1979: I Want You Tonight
- 1981:	Cool Love
- 1981: Slip Away
- 1983:	Will You, Won't You

### Albums
A&M Records
- 1975:	Pablo Cruise
- 1976:	Lifeline
- 1977:	A place in the sun
- 1978:	Worlds away
- 1979:	Part of the game
- 1981:	Reflector
- 1983:	Out of our hands

### Live-albums
- 2011:	It's Good to Be Live

### Compilaties
A&M Records
- 1988:	Classics Volume 26
- 2001:	The Best of Pablo Cruise